# Érd
Érd (em alemão:  Hanselbeck) é uma cidade com direitos de condado pertencente ao condado de Pest e situada no centro da Hungria, na aglomeração de Budapeste.
A cidade tem 63 669 habitantes (2009) e fica a 21 km do centro de Budapeste, na margem do rio Danúbio.
Érd e seus arredores são habitados desde tempos imemoriais. Alguns achados arqueológicos mostram que os habitantes pré-históricos viveram na zona há 50 milhares de anos.
A primeira vez que se menciona Érd num documento é em 1243. A origem do nome pode ser "erdő" (bosque) ou "ér" (ribeiro).
Érd foi tomada em 1543 durante a ocupação da Hungria pelo Império Otomano, após a queda do castelo de Székesfehérvár. Os otomanos construíram um castelo sobre uma colina e uma mesquita. Até então, a cidade era conhecida como Hamzsabég. Em 1684, o exército liderado por Carlos V de Lorena derrotou os otomanos nas proximidades de Érd. Em 1776, Érd converteu-se em ópido (cidade). É possível que já fosse ópido antes da ocupação otomana.
No princípio do século XX, Érd passou a ser propriedade da família Károlyi. A cidade cresceu, embora a agricultura permanecesse como actividade principal até 1972, quando se construíram novos equipamentos e aumentou o valor turístico da cidade.